# Trichonta chaoi
Trichonta chaoi är en tvåvingeart som beskrevs av Shaw 1951. Trichonta chaoi ingår i släktet Trichonta och familjen svampmyggor. Inga underarter finns listade i Catalogue of Life.